# النعمة
النعمة مدينة موريتانية تقع على بعد 1200 كلم شرق العاصمة نواكشوط على طريق مالي وهي عاصمة ولاية الحوض الشرقي تحيط بها سلسلة جبال النعمة من الشرق والشمال والجنوب وتبقى الجهة الغربية هي المنفذ الوحيد للمدينة وقد اشتهرت تاريخياً سلسلة جبال النعمة بأنها كانت بمثابة القاعدة الخلفية للمقاومة الوطنية ضد المستعمر الفرنسي بالمدينة بقيادة الشيخ ولد عبدوكه وإزوين ولد عبدوكه حيث كان رجال المقاومة يتحصنون في جبال النعمة ويشنون حرب عصابات على الحاميات الفرنسية في جميع أنحاء ولاية الحوض الشرقي حيث كان النصر حليفهم في أغلب العمليات التي قاموا بها ومن أشهر تلك المعارك معركة زوروقو التي تمكن من خلالها رجال المقاومة من القضاء على سرية فرنسية بكاملها.

## تاريخ المدينة
اشتهرت المدينة خلال فترة الاستعمار الفرنسي بمقاومتها الضارية ومن أشهر المعارك التي خاضها مقاومو المدينة معركة زوروقو التي وقعت على ضفاف بحيرة فصلية في الحافة الشمالية لوادي 'الخط' الذي يفيض في فصل الخريف بالمياه القادمة من الشرق ومتجهة غربا وتقع على بعد 12 كم إلى الشمال الشرقي من مدينة كمبي صالح (عاصمة إمبراطورية غانا التاريخية) و 50 كم إلى الجنوب من مدينة تمبدغة وتتبع زوروقو لبلدية كمبي صالح التابعة لمقاطعة تمبدغة.
وعرفت غابة زوروقو المتاخمة للمدينة تاريخياً بالمعركة التي دارت رحاها في عين المكان بين قوات المستعمر الفرنسي والمقاومة الوطنية بقيادة الشيخ ولد عبدوكه وإزوين ولد عبدوكه حيث علمت القوات الفرنسية بورود أفراد من المقاومة بئر البدع (30 كلم شمال تمبدغة) فقامت سرية من الجيش الفرنسي مدعومة بمجندين (كوميات) بتقفي أثرهم نحو الجنوب فسلكوا طريقا يمر ببئر المالحة ،بحيرة أمات التيكاتن، اكنكاي ،بيرة، لكليوات الشرقين وأخيراً عزز أفراد المقاومة مواقعهم في كمين حول بحيرة زوروقو وعندما ورد أفراد السرية الفرنسية البحيرة باغتهم رجال المقاومة وبعد معركة شرسة تمكن رجال المقاومة من القضاء على السرية الفرنسية.

## البنية التحتية
مقالة مفصلة عن مطار النعمة

## أعلام
- مولاي ولد محمد لغظف
- شريف سي
- اصغير ولد مبارك